# Ngerbau
Ngerbau (auch: Acaralong, Delebog, Galapao, Ngarabau, Ngarbau, Pkulrengereiong Point) ist ein Ort im Landstrich Imetang im administrativen Staat Ngarchelong auf der Insel Babeldaob in Palau.

## Geographie
Der Ort liegt im Osten von Ngarchelong am Hügel Ngerudechong (45 m), der ein Kap im Osten der Ngarchelong-Halbinsel bildet. Im Westen schließen sich die Siedlungen Ngebei (Gabel) und Iebukel (Jebukol) an.

## Klima
Das Klima ist tropisch heiß, wird jedoch von ständig wehenden Winden gemäßigt. Ebenso wie die anderen Orte von Palau wird Ngerbau gelegentlich von Zyklonen heimgesucht.